# Ministre d'Afers Exteriors de São Tomé i Príncipe
El càrrec de Ministre d'afers exteriors de São Tomé i Príncipe ha estat ocupat des de 1975 fins avui per:
- 1975: Miguel Trovoada
- 1975–1978: Leonel Mário d'Alva
- 1978–1985: Maria do Nascimento da Graça Amorim
- 1985–1986: Manuel Pinto da Costa
- 1986–1987: Fradique de Menezes
- 1987–1988: Guilherme Posser da Costa
- 1988–1990: Carlos Graça
- 1990–1991: Guilherme Posser da Costa
- 1991–1993: Alda Bandeira
- 1993–1994: Albertino Bragança
- 1994: Alberto Ferreira Chong
- 1994–1996: Guilherme Posser da Costa
- 1996–1999: Homero Jeronimo Salvaterra
- 1999: Alberto Paulino
- 1999–2000: Paulo Jorge Espirito Santo
- 2000–2001: Joaquim Rafael Branco
- 2001–2002: Patrice Trovoada
- 2002: Mateus Meira Rita
- 2002: Alda Bandeira
- 2002–2004: Mateus Meira Rita
- 2004: Óscar Sousa
- 2004–2006: Ovídio Manuel Barbosa Pequeno
- 2006: Óscar Sousa
- 2006–2007: Carlos Gustavo dos Anjos
- 2007–2008: Ovídio Manuel Barbosa Pequeno
- 2008–2010: Carlos Tiny
- 2010–2012: Manuel Salvador dos Ramos
- 2012–2014: Natália Pedro da Costa Umbelina Neto
- 2014–????: Manuel Salvador dos Ramos
- ????–18 octobre 2016: Armindo Ramos[1]
- 18 octobre 2016–present: Urbino Botelho[1]